# کارلشتاین آم ماین
کارلشتاین آم ماین (به آلمانی: Karlstein am Main) یک شهر در آلمان است که در آشافنبورگ واقع شده‌است. کارلشتاین ام ماین ۸٬۲۸۶ نفر جمعیت دارد.